# Elfin
『elfin』（エルフィン）は今井美樹の2作目のオリジナル・アルバム。1987年9月21日発売。発売元はフォーライフ・レコード（現・フォーライフミュージックエンタテイメント）。

## 制作
タイトルの ″elfin″ には、″小妖精のような″、″いたずらな″、″お茶目な″ などの意味がある。
シングル「野性の風」はリミックス・ヴァージョンで収録。アナログ盤のジャケット裏面では、1〜5曲目（A面）が ″First Side…″、6〜10曲目（B面）が ″Second Side…″ となっている。
発売当時、歌詞カードにタイトル曲「elfin」の歌詞が掲載されていなかったが、後年『月刊カドカワ』内のインタビューで「発売当時のプロモーション時は小声でボソボソと歌っていたから敢えて歌詞は掲載しなかったと答えていたが、本当はレコーディング時に風邪をひいて製作時間が押してしまってジャケット印刷の締切日までに作詞が間に合わず歌詞が掲載されなかった」と語っている。
今井は本作を制作する頃から、自分の意見をプロデューサーなどレコーディング・スタッフに言えるようになったといい、自身が当時歌いたかった詞の世界観を作詞家に説明して具現化してもらえるよう無理を言って作詞をお願いしていたと語っていた。

## チャート成績
オリコン週間アルバムチャート最高5位を記録し、シングルよりも一足先に初のベストテン内にチャートインした。
同年第29回日本レコード大賞で″優秀アルバム賞″を受賞。1受賞翌年1988年の追加プレスや完全限定盤GOLD CD、1996年再発時（FLCF-3626）のCDジャケット帯にその旨が記載されている。

## 収録曲

### LP / CT
| 全作詞: 戸沢暢美。 |                                          |          |          |          |      |
| #                  | タイトル                                 | 作詞     | 作曲     | 編曲     | 時間 |
| 1.                 | 「どしゃ降りWonderland」                 | 戸沢暢美 | 武部聡志 | 武部聡志 | 3:47 |
| 2.                 | 「ポールポジション」                     | 戸沢暢美 | 中崎英也 | 佐藤準   | 4:47 |
| 3.                 | 「クラブ・ロンリーハーツ・エキゾティカ」 | 戸沢暢美 | 中崎英也 | 佐藤準   | 4:46 |
| 4.                 | 「思いだしただけ」                       | 戸沢暢美 | 佐藤準   | 佐藤準   | 5:47 |
| 5.                 | 「ふたりでスプラッシュ」                 | 戸沢暢美 | 武部聡志 | 武部聡志 | 4:58 |

| #  | タイトル                  | 作詞     | 作曲     | 編曲       | 時間 |
| -- | ------------------------- | -------- | -------- | ---------- | ---- |
| 1. | 「ラスト・シークエンス」  | 青木景子 | 佐藤準   | 佐藤準     | 5:32 |
| 2. | 「SAYONARAの行方」        | 青木景子 | 佐藤健   | 奈良部匠平 | 4:37 |
| 3. | 「光の夢」                | 佐藤純子 | 筒美京平 | 奈良部匠平 | 4:06 |
| 4. | 「elfin」                 | 今井美樹 | 山崎透   | 佐藤準     | 3:22 |
| 5. | 「野性の風」(Album Remix) | 川村真澄 | 筒美京平 | 久石譲     | 5:07 |

### CD
| #   | タイトル                                 | 作詞     | 作曲     | 編曲       | 時間 |
| --- | ---------------------------------------- | -------- | -------- | ---------- | ---- |
| 1.  | 「どしゃ降りWonderland」                 | 戸沢暢美 | 武部聡志 | 武部聡志   | 3:47 |
| 2.  | 「ポールポジション」                     | 戸沢暢美 | 中崎英也 | 佐藤準     | 4:47 |
| 3.  | 「クラブ・ロンリーハーツ・エキゾティカ」 | 戸沢暢美 | 中崎英也 | 佐藤準     | 4:46 |
| 4.  | 「思いだしただけ」                       | 戸沢暢美 | 佐藤準   | 佐藤準     | 5:47 |
| 5.  | 「ふたりでスプラッシュ」                 | 戸沢暢美 | 武部聡志 | 武部聡志   | 4:58 |
| 6.  | 「ラスト・シークエンス」                 | 青木景子 | 佐藤準   | 佐藤準     | 5:32 |
| 7.  | 「SAYONARAの行方」                       | 青木景子 | 佐藤健   | 奈良部匠平 | 4:37 |
| 8.  | 「光の夢」                               | 佐藤純子 | 筒美京平 | 奈良部匠平 | 4:06 |
| 9.  | 「elfin」                                | 今井美樹 | 山崎透   | 佐藤準     | 3:22 |
| 10. | 「野性の風」(Album Remix)                | 川村真澄 | 筒美京平 | 久石譲     | 5:07 |

### 曲解説
1. どしゃ降りWonderland
2. ポールポジション
3. クラブ・ロンリーハーツ・エキゾティカ
4. 思いだしただけ
5. ふたりでスプラッシュ
  - 1996年発売のライブ・アルバム『Thank you』DISC.3に菅野よう子編曲による再録音版が収録された。
6. ラスト・シークエンス
7. SAYONARAの行方
  - 日本テレビ系クイズ番組『ワールドクイズ ザ・びっくり地球人!』のエンディングテーマ曲に使用された。
8. 光の夢
9. elfin
  - アルバム・タイトル曲。3rdシングル「静かにきたソリチュード」カップリング曲としてリカットされた。
10. 野性の風（Album Remix）
  - 2ndシングルのリミックス楽曲。